# 昌原西部警察署
昌原西部警察署（チャンウォンソブけいさつしょ）は、慶南地方警察庁所管の警察署である。

## 管轄区域
- 昌原市のうち義昌区（龍池洞を除く）

## 沿革
- 1999年7月15日 - 発足に伴い、昌原警察署（現：昌原中部警察署）から9派出所を編入。

## 組織
- 警務課
- 生活安全課
- 捜査課
- 刑事課
- 警備交通課
- 情報保安課

## 管轄地区隊
- 明谷地区隊

## 管轄派出所
- 義昌派出所
- 八龍派出所
- 東邑派出所
- 北面派出所
- 大山派出所

## 管轄治安センター
- 道渓治安センター
- 明西治安センター
- 召界治安センター
- 中洞治安センター